# Maccagno con Pino e Veddasca
Maccagno con Pino e Veddasca är en kommun i provinsen Varese i regionen Lombardiet i Italien. Kommunen hade 2 600 invånare (2018).
Kommunen Maccagno con Pino e Veddasca bildades den 4 februari 2014 genom en sammanslagning av de tidigare kommunerna Maccagno, Pino sulla Sponda del Lago Maggiore och Veddasca.